# Survivor
«Survivor» (укр. Вцілілий) — пісня вірменського співака та автора пісень Parg. Трек був представлений 9 лютого 2025 року та написаний ним у співавторстві ще з дев’ятьма авторами. Фінальну версію офіційно випустили на стримінгових платформах 21 березня. Пісня представляла Вірменію на Пісенному конкурсі «Євробачення 2025».

## Композиція
«Survivor» була написана Parg у співавторстві з Алексом Вілке, Арменом Полом, Бенджаміном Аласу, Євою Восканян, Джоном Альджиді, Джошуа Керраном, Мартіном Мурадяном, Петером Бострьомом та Томасом Ґ:соном.

## Пісенний конкурс «Євробачення 2025»

### «Depi Evratesil 2025»
Четвертий сезон національного відбору Depi Evratesil, організованого AMPTV для визначення представника Вірменії на Пісенному конкурсі «Євробачення», відбувся 16 лютого 2025 року у Спортивно-концертному комплексі імені Карена Демірчяна в Єревані. Шоу транслювалося на телеканалі Armenia 1, а також онлайн на сайті мовника 1tv.am і міжнародно — на офіційному YouTube-каналі «Євробачення». До фіналу, що відбувся 16 лютого, дійшли дванадцять учасників, відібраних журі під час прослуховувань. Їхні імена оголосили 6 лютого 2025 року. Серед них був і Parg із композицією «Survivor», яку спочатку планували презентувати безпосередньо у день фіналу, але вона була оприлюднена раніше — 9 лютого. У підсумку пісня отримала другий результат від національного та міжнародного журі, але здобула перше місце в телеголосуванні, що дозволило Parg перемогти у конкурсі та вибороти право представляти Вірменію на «Євробаченні 2025» у Базелі.

### «Євробачення»
Пісенний конкурс «Євробачення 2025» відбувся на арені Сент-Якобсгалле у Базелі, Швейцарія, і складався з двох півфіналів, що пройшли 13 та 15 травня, та фіналу 17 травня 2025 року. Під час жеребкування 28 січня 2025 року Вірменія потрапила до другого півфіналу та виступила в першій половині шоу.

## Чарти
| Чарт (2025)                | Пікова позиція |
| -------------------------- | -------------- |
| Lithuania (AGATA)          | 60             |
| UK Singles Downloads (OCC) | 64             |
| UK Singles Sales (OCC)     | 67             |